# 赤水野海棠
赤水野海棠（学名：Bredia esquirolii）为野牡丹科野海棠属下的一个种。

## 扩展阅读
維基物種上的相關：赤水野海棠